# Idaea celtima
Idaea celtima är en fjärilsart som beskrevs av William Schaus 1901. Idaea celtima ingår i släktet Idaea och familjen mätare. Inga underarter finns listade i Catalogue of Life.